# Fancy Nancy (serie de televisión)
Fancy Nancy (titulada Fancy Nancy Clancy internacionalmente) es una serie infantil animada por computadora estadounidense, producida por Disney Television Animation para Disney Junior, y basada en los libros del mismo nombre de Jane O'Connor con ilustraciones de Robin Preiss Glasser. El espectáculo sigue un día en la vida de Nancy, una niña que ama todo lo elegante y lo francés. La serie fue desarrollada por Jamie Mitchell y Krista Tucker. El espectáculo tiene lugar en una versión ficticia de Plainfield, Ohio, donde Nancy, su familia y amigos viven juntos.
La serie se estrenó el 13 de julio de 2018 en los Estados Unidos y el 14 de julio de 2018 en Canadá. Disney renovó la serie para una segunda temporada antes de su estreno, que se estrenó el 4 de octubre de 2019 en los Estados Unidos.
El 18 de septiembre de 2019 se encargó una tercera temporada; la producción concluyó para la tercera temporada en junio de 2020.  La tercera temporada se emitió en algún momento de 2021. 

## Trama
Nancy Clancy, de seis años, disfruta de las cosas elegantes y francesas que van desde su atuendo hasta su atuendo creativo y elaborado, ya que planea enseñar algo de fantasía a su familia común y amigos.

## Personajes
- Nancy Margaret Clancy: una niña que disfruta de las cosas elegantes y es un poco francófila; ama Francia y también puede hablar francés. Tenía 6 años hasta el episodio "Nancy's Parfait Birthday" donde cumplió 7. Su color favorito es el fucsia, adora las mariposas, tiene un perro de la raza Goldendoodle llamado Frenchy, también su propio buzón de correo secreto para compartir todas las invitaciones de su fiesta con su mejor amiga Bree y además tiene su propia casa de juegos. También tiene una muñeca llamada Marabelle y, a veces, la lleva a todas partes. Su madre a veces usa su nombre completo cuando tiene problemas. Su segundo nombre es Margaret en honor a su difunta abuela materna, Margaret.
- Josephine Jane "JoJo" Clancy - la hermana pequeña de Nancy. Tiene un amigo imaginario llamado Dudley, es un PIT (Pirata en Entrenamiento), le encanta ayudar, tiene 3 años, se ríe mucho y ama a su peluche "Señor Mono".
- Doug y Claire Clancy: los padres de Nancy.
- Sra. Dolores Devine: vecina viuda anciana de Nancy. Su nombre es un juego de palabras con la palabra "divina". El nombre de su difunto esposo es Ronnie.
- Frank Anderson: abuelo materno viudo de Nancy. Arregla una tubería que gotea en "Nancy Goes to Work", donde lo llaman "Abuelo Frank". Su difunta esposa se llamaba "Margaret".
- Frenchy: caniche de la raza Goldendoodle de Nancy.
- Poppy (Sid Clancy): abuelo paterno de Nancy. Es profesor de geología. Grammy y Poppy viven en Chicago.
- Grammy (Fay Clancy): la abuela paterna de Nancy. Nancy a menudo piensa que es una espía cuando en realidad es una bibliotecaria que trabaja para el gobierno.
- Briana Rose "Bree" James: la mejor amiga de Nancy. Ella es la vecina de Nancy, ama la naturaleza, es una fantástica patinadora sobre hielo, tiene un perro llamado Waffles y una muñeca llamada Chiffon.
- Freddy James: el hermano menor de Bree y el mejor amigo de JoJo. Tiene 3 años.
- Calvin y Gloria James: los padres de Bree.
- Sra. Priva Singh: jefa de la agencia contable de Doug.
- Sr. Ravi Singh: esposo de Priva.
- Jonathan: el primo de Nancy que también disfruta de las cosas elegantes. Antes de la serie, se llamaba "Johnny", pero ahora se llama "Jonathan". Es un mago y le encanta la ropa.
- Gus: un mensajero local que realiza entregas. Puede ser bastante tonto a veces y un poco torpe. También odia mentir y ser deshonesto. En el episodio "Parcel Pursuit", pierde a su gatito Parcel mientras se encuentra en su ruta de correo.
- Lionel: un niño que es un poco cómico. Lionel tiene el pelo rubio rizado y ojos azules. También tiene un perro llamado Flash y un pollo de goma llamado Bok-Bok que consiguió superar el incidente del pollo que sucedió cuando era más joven, lleva a Bok Bok a todas partes. Tiene un primo autista llamado Sean al que cuida en el episodio "El nuevo amigo de Nancy", que le enseña a Nancy a estar tranquila a su alrededor. Él también está muy enamorado de Wanda y tiene un pequeño problema para hablar con las chicas cuando siente algo por ellas, revelado en el episodio "Love, Lionel", donde Nancy intenta ayudar a Lionel a decirle a Wanda lo que realmente siente por ella en el fondo.
- Sean: el primo de Lionel que es autista. Le encantan los trenes y está muy informado sobre ellos.
- Brigitte: la camarera favorita de Nancy que siempre le sirve a ella, a sus amigos y familiares su pizza favorita en la pizzería. También es la niñera de JoJo y ella.
- Grace White: la enemiga de Nancy. Ella es de una familia adinerada. Grace a menudo se jacta de lo que tiene, lo que a veces puede molestar a los demás niños. Sin embargo, en el episodio de la temporada 3, "Grace Gets Real", Grace finalmente aprende a ser más humilde y no alardear.
- Rhonda y Wanda: dos hermanas gemelas idénticas que son amigas de Nancy y Lionel tiene problemas para diferenciarlas. Les encanta hacer deporte. Ambos usan moños en la cabeza, cada uno con su propio patrón. El lazo de Rhonda tiene rayas y el de Wanda tiene lunares. También tienen la primera letra de sus nombres en el costado en la parte superior de sus camisas para distinguirlos. Ambos son marimachos y les encanta practicar deportes en su patio trasero y cuando van a practicar.
- Roberto: el amigo de Nancy y el nuevo Buddy de Lionel que acaba de mudarse a su vecindario desde París, Texas en el episodio "Le Boy Next Door".
- Daisy: amiga de Nancy que conoció en una colecta de alimentos.
- Lucille: la profesora de baile de Nancy.
- Chen: el dueño de la zapatería y juez de la competencia de baile de salón de Plainfield.
- Flash: perro de Lionel.
- Waffles: perro de Bree.
- Serena y Venus: los hámsteres mascotas de Rhonda y Wanda. Llevan el nombre de las famosas hermanas tenistas, Serena y Venus Williams.
- Buñuelos: el conejito mascota de Grace.
- Pepper: el poni mascota de Grace.
- Dumpling: un pollo sedoso mascota de Grace.
- Jean Claude: el pez de JoJo que murió y tuvo un funeral en el episodio "Au Revior Jean Claude".
- Jean Claude Jr.: el pez de Nancy y JoJo que obtuvieron en el episodio "Au Revior Jean Claude" después de la muerte de Jean Claude.
- Marabelle: la muñeca favorita de Nancy.
- Chiffon: la muñeca favorita de Bree.
- Bok Bok: el pollo de juguete favorito de Lionel con el que le gusta divertirse y con el que hace bromas. Lo lleva a todas partes y lo consiguió cuando era más joven para superar el incidente del pollo.
- Penélope: la muñeca favorita de Grace que se ve idéntica a ella.
- Duaña de La Tienda de Flores: una amable mujer de mediana edad que es propietaria de Flower Shop e invita a Nancy y Bree a participar en el concurso de poesía.

## Episodios
| Temporada | Episodios | Estados Unidos      | Estados Unidos           | Latinoamérica         | Latinoamérica       | España                   | España             |
| Temporada | Episodios | Estreno             | Final                    | Estreno               | Final               | Estreno                  | Final              |
| --------- | --------- | ------------------- | ------------------------ | --------------------- | ------------------- | ------------------------ | ------------------ |
| 1         | 25        | 13 de julio de 2018 | 09 de septiembre de 2019 | 14 de octubre de 2019 | 30 de abril de 2021 | 16 de septiembre de 2019 | 2 de enero de 2021 |
| 2         | 25        | 7 de agosto de 2020 | 18 de junio de 2021      | 24 de mayo de 2021    | TBA                 | TBA                      | TBA                |
| 3         | 25        | 7 de agosto de 2020 | 18 de junio de 2021      | 24 de mayo de 2021    | TBA                 | TBA                      | TBA                |

## Recepción
Álex Reif de LaughingPlace.com llamó a Fancy Nancy "llena de colores brillantes, personajes divertidos y números musicales", y escribió: "Al igual que la querida serie de libros, los niños pensarán que Fancy Nancy de Disney es très magnifique. Nancy inspirará a los espectadores a ser ellos mismos y hacer que cada día sea más especial. Sus intereses gravitan hacia las cosas que son rosadas y brillantes, pero su personalidad es optimista y amigable. Los niños no solo ampliarán su vocabulario, sino que también verán un gran modelo a seguir para superar las luchas personales y ser un mejor amigo."
Emily Ashby de Common Sense Media le dio a Fancy Nancy una calificación de cuatro de cinco estrellas, elogió el valor educativo, citando la autoexpresión y la individualidad, y elogió la representación de mensajes positivos y modelos a seguir, afirmando que el programa promueve el respeto y la positividad entre sus personajes.Dave Trumbore de Collider incluyó a Fancy Nancy en su lista de "Mejores nuevas series animadas para niños de 2018", diciendo que la serie celebra "la singularidad, la diversidad y la individualidad"
Azure Hall y Casey Suglia de Romper incluyeron a Fancy Nancyen su lista "Grandes programas que a sus hijos les encantará transmitir en Disney+", afirma: "Aunque a Nancy le gusta todo lo elegante, la serie de televisión promueve la individualidad y la autoexpresión, en lugar del materialismo. A lo largo del programa, Nancy aprende sobre la belleza de las diferencias de las personas". y aprende a apreciar todo lo que hace que sus amigas sean únicas. Esto se refleja en los mensajes positivos del programa sobre los miembros de la familia, como lo que Nancy ama con su hermana menor y sus padres que la apoyan. Aunque Nancy no necesariamente sea de tu agrado, tienes que dar crédito a un programa que enseña a los niños a aceptar su verdadero yo".
Nuray Bulbul de WalesOnline incluyó a Fancy Nancy en su lista de las "6 mejores películas animadas y programas de televisión de Disney Plus en 2021", y afirmó: "Desde su amplio vocabulario hasta su atuendo creativo, Nancy, de seis años, es alguien a quien hay que tener en cuenta. Una joven alegre cuya imaginación y entusiasmo transforma lo ordinario en extraordinario muestra que es importante aprovechar al máximo cada día y animar a otros a hacer lo mismo". 
Charles Curtis de USA Today clasificó a Fancy Nancy en el sexto lugar en su lista de los "20 mejores programas para niños ahora mismo (marzo de 2020)".

## Medios domésticos
| Región | Título                | Temporada | Relación de Aspecto | Recuento de Episodios   | Duración    | Fecha de lanzamiento    |
| ------ | --------------------- | --------- | ------------------- | ----------------------- | ----------- | ----------------------- |
| 1      | Fancy Nancy: Volume 1 | 1         | 1.78:1              | 6 (Media Hora Cada Uno) | 139 minutos | 20 de noviembre de 2018 |